# HKS, Inc.

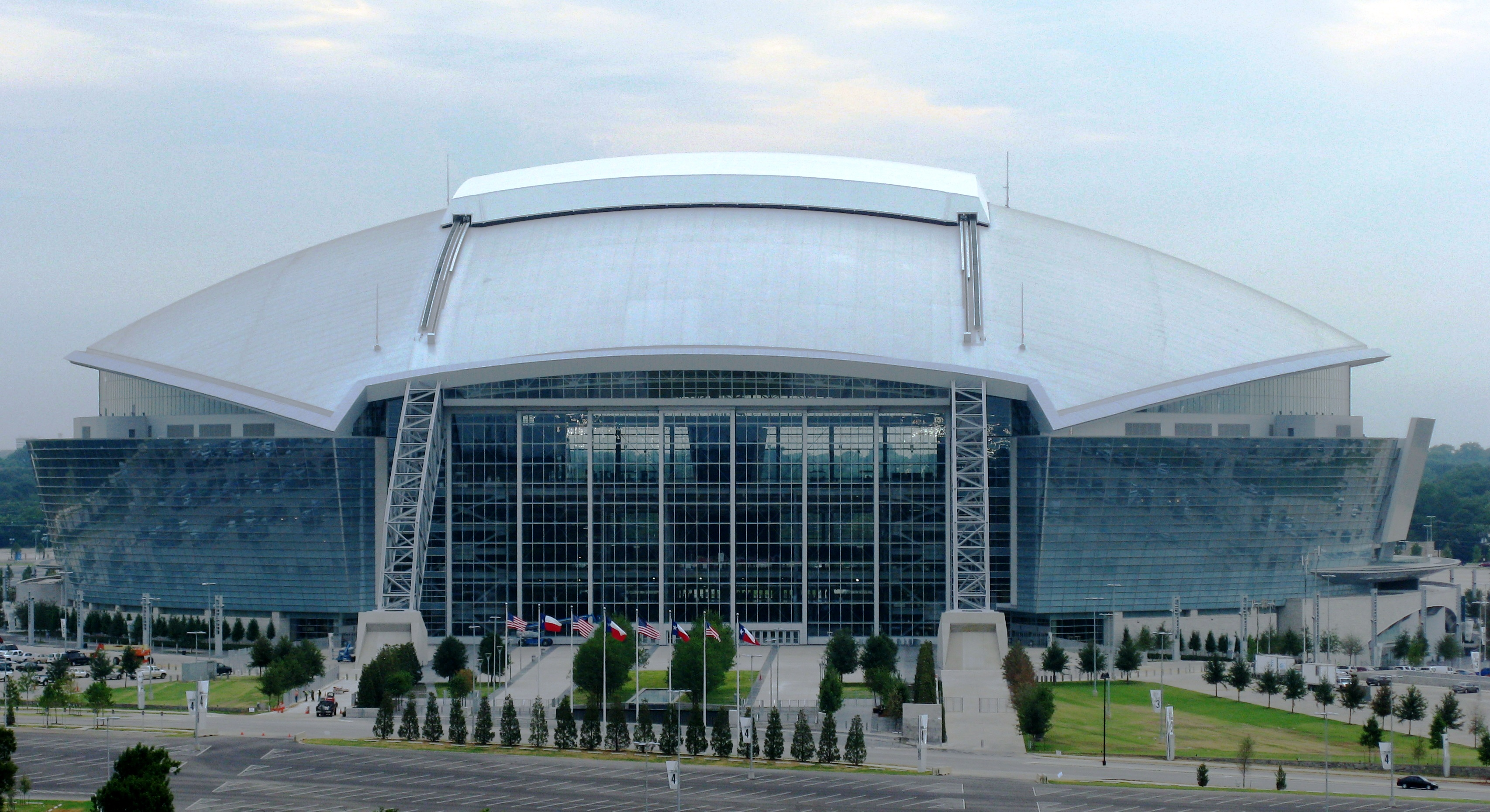
Sân vận động AT&T ở Arlington, Texas được thiết kế bởi HKS

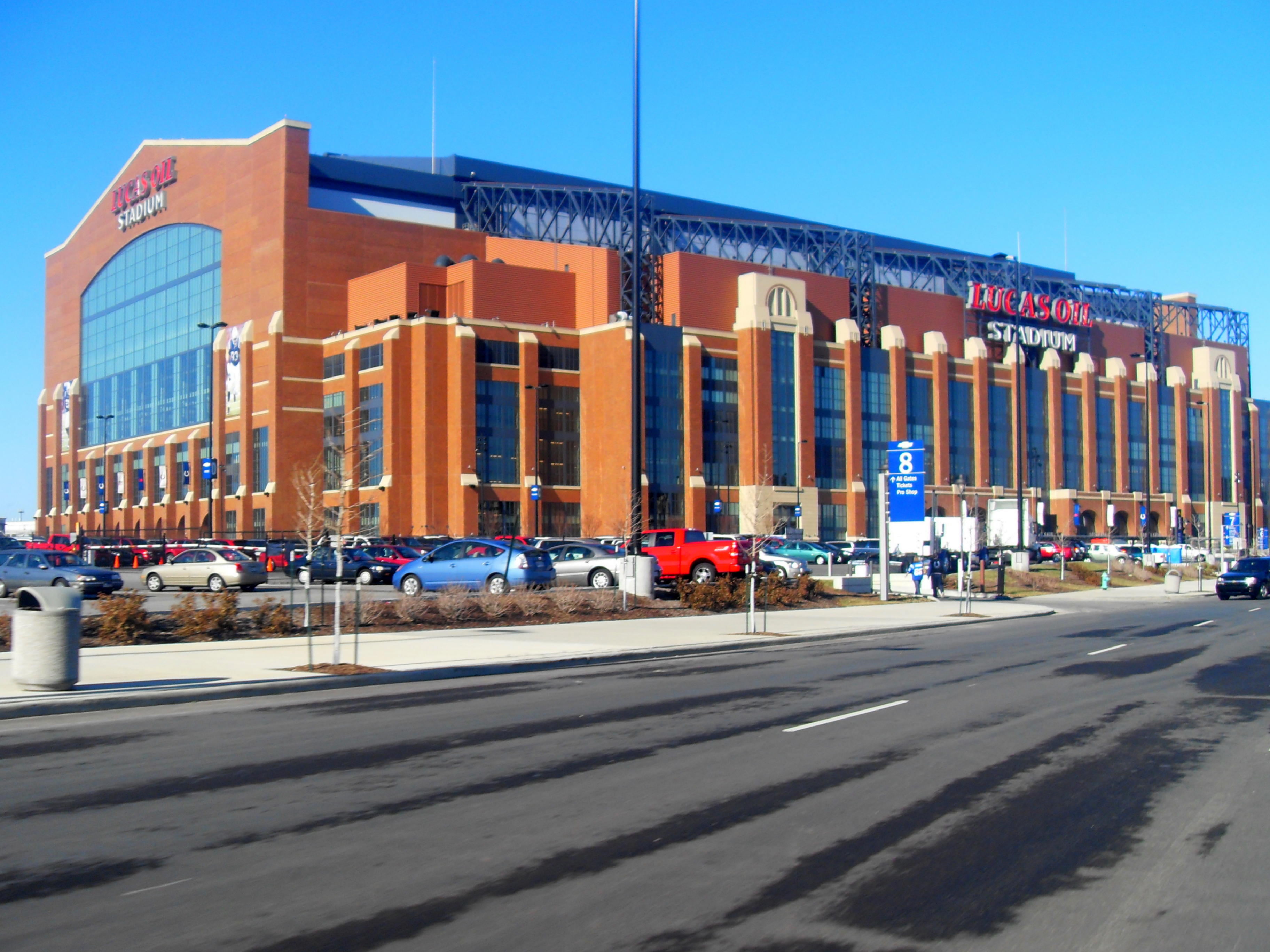
Sân vận động Lucas Oil ở Indianapolis, Indiana được thiết kế bởi HKS

HKS, Inc. là một công ty kiến trúc quốc tế có trụ sở chính tại Dallas, Texas (Hoa Kỳ).

## Lịch sử
Công ty được sáng lập bởi Harwood K. Smith vào năm 1939.
Năm 2002, HKS mở rộng ra thị trường quốc tế với việc mở công ty con HKS Arquitectos tại Thành phố México để phục vụ thị trường Mỹ Latinh.
Năm 2006, HKS đã mua lại Stein-Cox Group và Trinity Design và tiếp cận thị trường tại Phoenix, Arizona và Detroit, Michigan.
Năm 2007, HKS mở rộng dịch vụ thiết kế kiến trúc khách sạn và mua lại công ty thiết kế khách sạn Hill Glazier Architects có trụ sở tại Palo Alto, California, đồng thời mở văn phòng tại Miami, Nashville, Oklahoma City và Chennai, Ấn Độ.
HKS đã mở rộng sự hiện diện toàn cầu của mình vào năm 2008 với việc mở văn phòng tại Abu Dhabi, São Paulo, Brazil, và Thượng Hải, Trung Quốc vào năm 2010. 
Năm 2008, HKS đã mua lại phần liên doanh Ryder HKS mà họ chưa sở hữu. 
Năm 2010, HKS công bố thành lập nhóm nghiên cứu kiến trúc phi lợi nhuận, Trung tâm Thẩm định và Thiết kế Tiên tiến. 
Vào năm 2011, HKS đã mở rộng quy mô nhanh chóng. Vào tháng 10, HKS đã đưa ra thông báo  rằng họ đã mua lại công ty thiết kế nội thất Maregatti Interiors LLC tại Indianapolis . HKS Science & Technology Practice  được thành lập sau khi công ty mua lại Earl Walls Studios ở San Diego, California. HKS cũng mở thêm cơ sở mới tại Chicago, Denver, New York và New Delhi, Ấn Độ.
Năm 2012, HKS công bố việc mua lại công ty đào tạo thiết kế HADP Architecture, Inc. có trụ sở tại Miami 
Vào năm 2014, HKS đã phát động chiến dịch marketing kéo dài một năm để kỷ niệm 75 năm thành lập công ty.
Vào năm 2017, HKS đã mở rộng bằng việc mua lại Studio thiết kế tại Thành phố New York. 

## Dịch vụ
Tính đến 2015, công ty đã có hơn 1000 nhân viên, và trở thành một trong những công ty lớn nhất tại Hoa Kỳ trong lĩnh vực kiến trúc và đã thực hiện các dịch vụ các công trình có tổng giá trị hơn 69 tỷ đô la, với hơn 12 tỷ đô la giá trị các công trình hiện đang được tiến hành. 

## Các dự án đáng chú ý

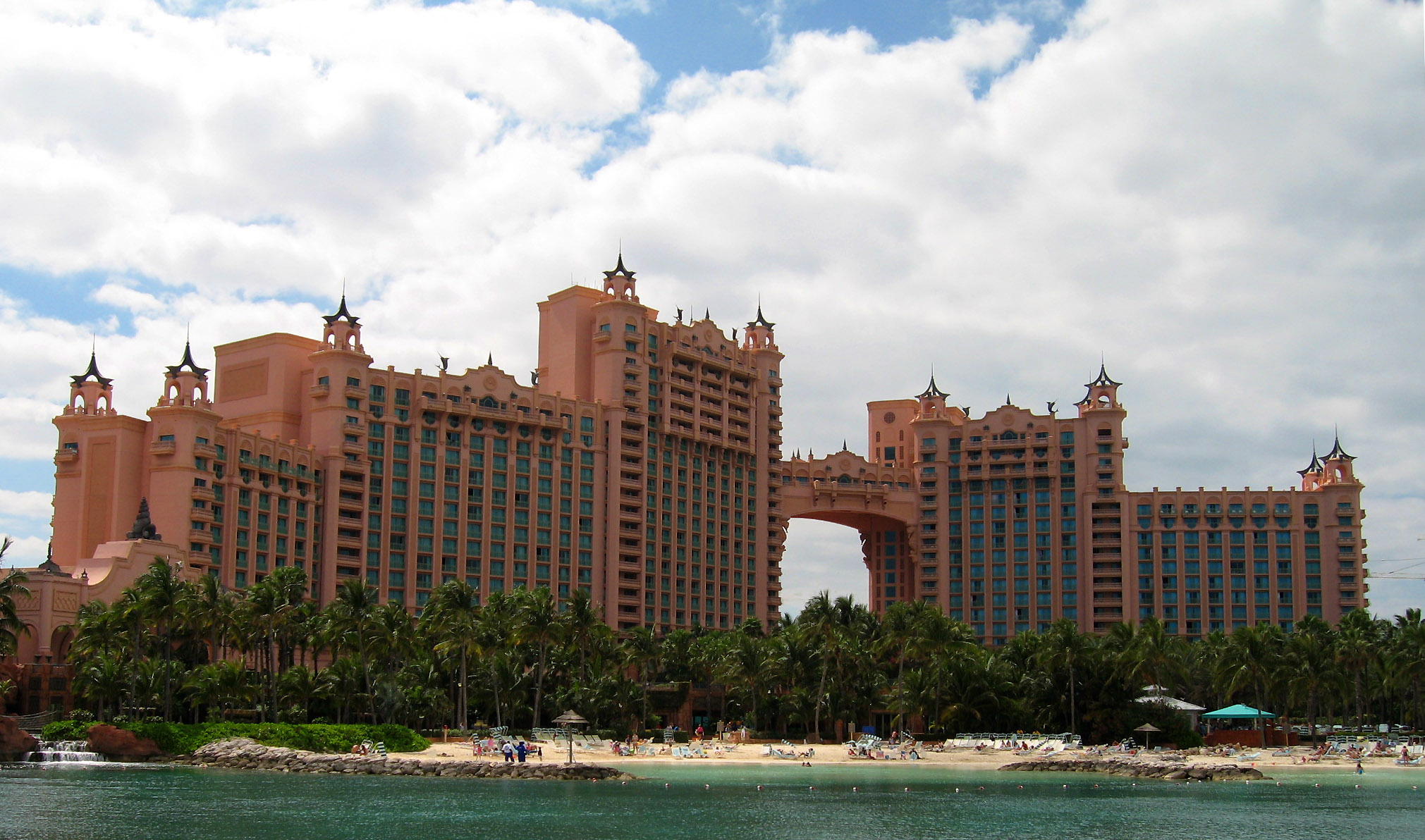
Khách sạn Atlantis Paradise Island

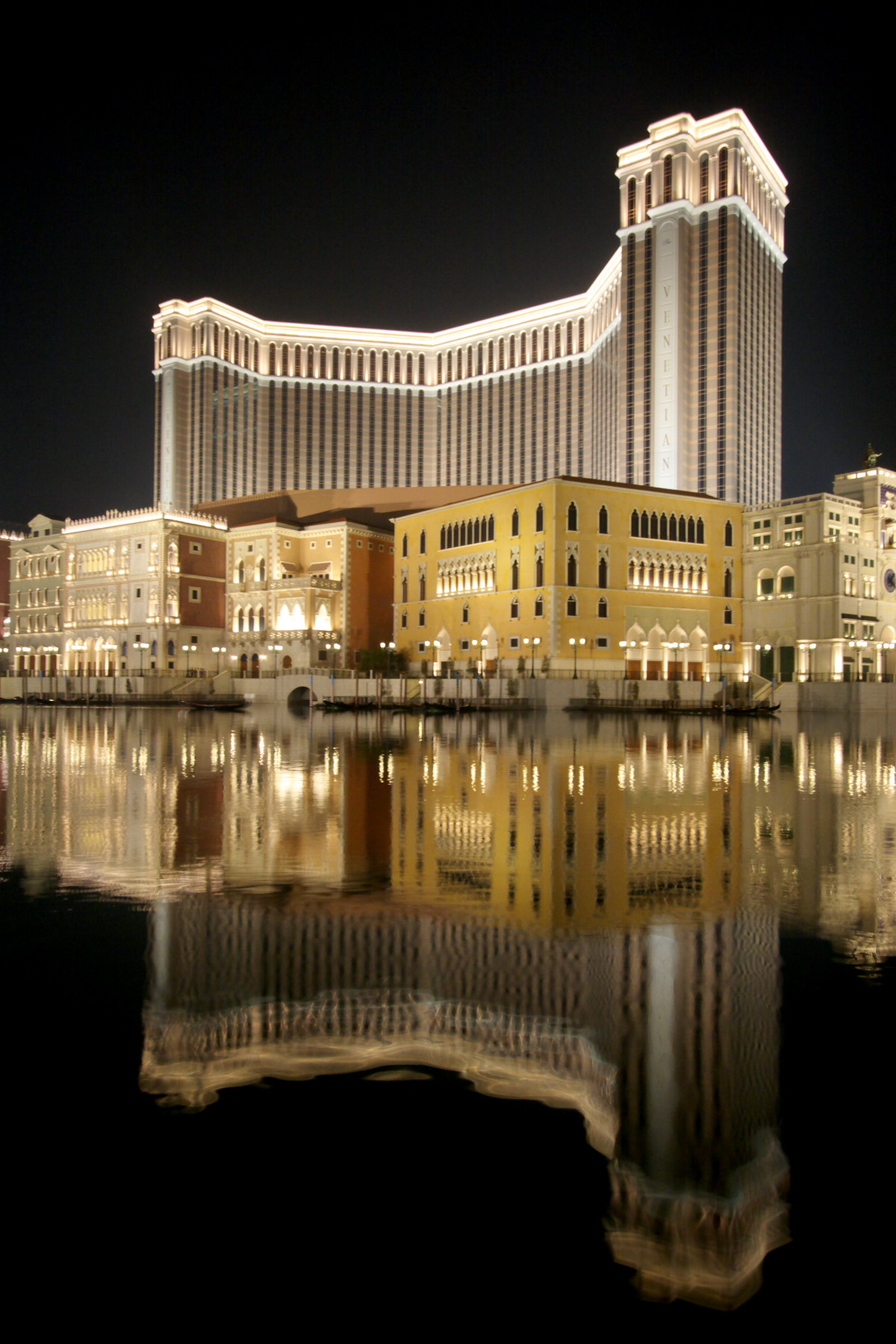
Venetian Macao-Khu nghỉ dưỡng-Khách sạn

Danh sách dưới đây bao gồm các dự án xây mới hoặc duy tu, bao gồm cả các dự án hợp tác giữa HKS với các công ty kiến trúc khác.
- Trung tâm Orlando Health/Orlando, Orlando, Florida
- Sân vận động SoFi, Inglewood, California
- Sân vận động AT&T, Arlington, Texas
- Globe Life Field, Arlington, Texas
- Bass Hall, Fort Worth, Texas
- Sân vận động U.S. Bank, Minneapolis, Minnesota
- Sân vận động FAU, Boca Raton, Florida
- Bệnh viện nhi Phoenix, Phoenix, Arizona
- University of Texas MD Anderson Cancer Center, Houston, Texas
- Sân vận động Choctaw, Arlington, Texas
- Sân vận động Mosaic, Regina, Saskatchewan
- Bank of America Corporate Center, Charlotte, North Carolina
- DATCU Stadium, Denton, Texas
- College Park Center, Arlington, Texas
- American Airlines Center, Dallas, Texas
- Atlantis Paradise Island, The Bahamas
- Children's Medical Center (Dallas), Dallas, Texas
- Nhà ga D (ga quốc tế), Sân bay quốc tế Dallas/Fort Worth , Dallas–Fort Worth, Texas
- Dell Diamond, Round Rock, Texas
- Riders Field, Frisco, Texas
- Horner Ballpark, Đại học Dallas Baptist, Dallas, Texas
- Sân vận động Toyota (Texas), Frisco, Texas
- Banner Island Ballpark, Stockton, California
- Sân vận động Lucas Oil, Indianapolis, Indiana
- Lone Star Park, Grand Prairie, Texas
- American Family Field, Milwaukee, Wisconsin
- The Palazzo, Las Vegas, Nevada
- RadioShack Campus, Fort Worth, Texas
- Ritz-Carlton, Dallas, Texas
- Sân vận động Amon G. Carter, Fort Worth, Texas (duy tu)
- Trụ sở tập đoàn JCPenney, Plano, Texas
- Tổ hợp nhà ở - khách sạn W Dallas Victory – Victory Park, Dallas, Texas
- Trụ sở Cục thống kê dân số Hoa Kỳ, Suitland, Maryland
- Venetian Macao, Macau, China
- Trụ sở Whole Foods Market, Austin, Texas
- Trung tâm y tế Winchester, Winchester, Virginia
- Sân vận động Stanley Park for Liverpool F.C., Liverpool, England (trong tương lai)
- Club Santos Laguna, Nuevo Estadio Corona, Torreón, Coahuila, Mexico
- Rate Field, Chicago, Illinois (trùng tu trong giai đoạn 2001-2007)
- Tòa nhà hành chính, Trung tâm y tế Đại học Texas - San Antonio, San Antonio, Texas
- Uni-Trade Stadium, Laredo, Texas
- 311 South Wacker Drive, Chicago, Illinois
- Energy Center, New Orleans, Louisiana
- Es Con Field Hokkaido, Kitahiroshima, Hokkaido, Japan